# NGC 7268
NGC 7268 – para oddziałujących ze sobą grawitacyjnie galaktyk, znajdująca się w gwiazdozbiorze Ryby Południowej. Odkrył ją John Herschel 28 września 1834 roku. Większa, zachodnia z galaktyk ma oznaczenie PGC 68847 w Katalogu Głównych Galaktyk i jest galaktyką eliptyczną lub soczewkowatą. Mniejsza, wschodnia nosi oznaczenia PGC 68839 lub PGC 68848, zwana jest też czasem NGC 7268A. Jest to prawdopodobnie galaktyka spiralna z poprzeczką, choć niektóre źródła klasyfikują ją jako eliptyczną.